# Pierre Auguste Cot

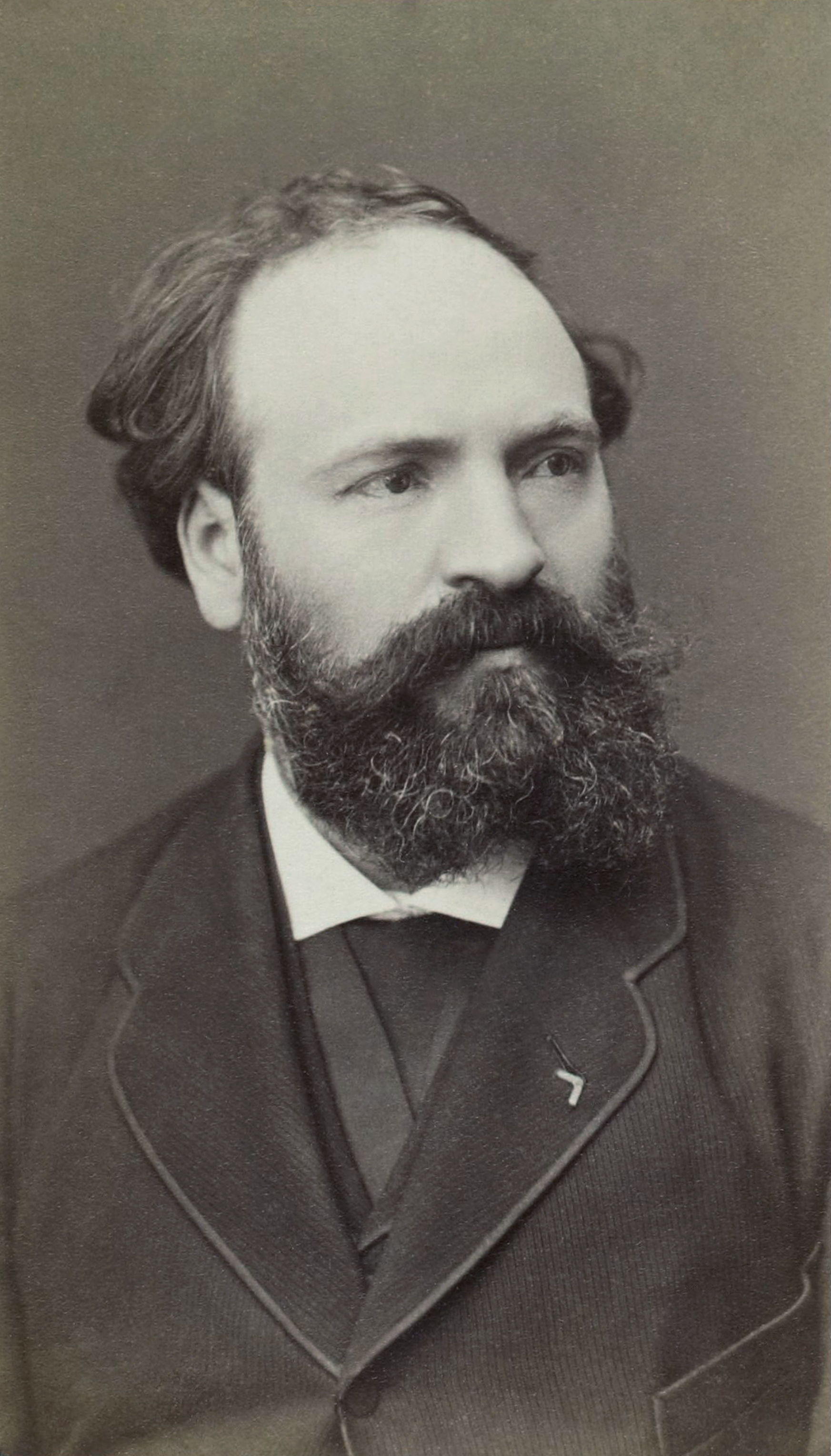
Pierre Auguste Cot

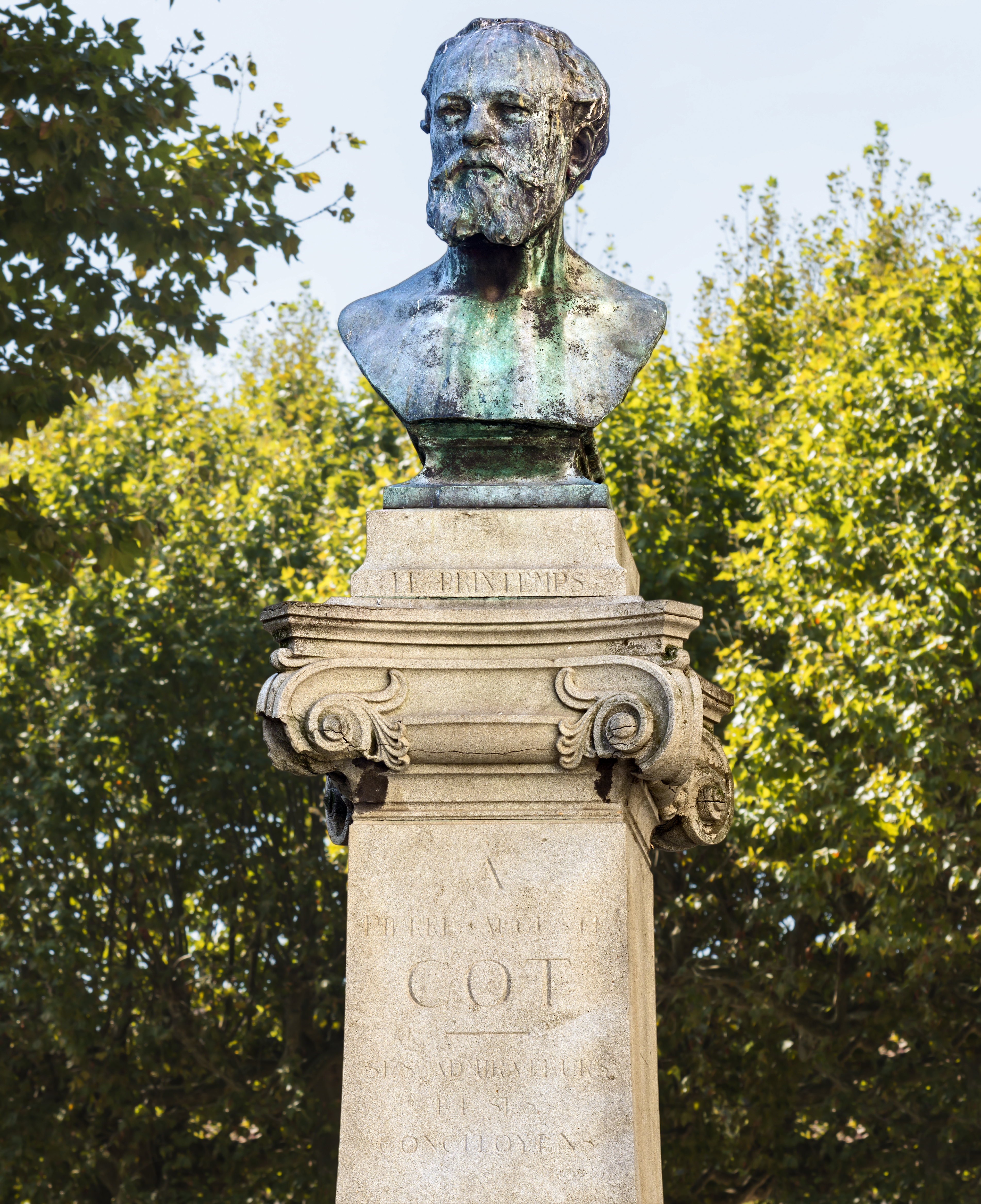
Pierre-Auguste-Cot-Denkmal von Antonin Mercié in Bédarieux

Pierre Auguste Cot (* 17. Februar 1837 in Bédarieux, Frankreich; † 2. August 1883 in Paris) war ein französischer Maler.

## Leben und Wirken
Pierre Auguste Cot wurde 1837 als Sohn von Étienne Cot und Justine Cabrol in Bédarieux im Département Hérault geboren. Sein Vater war Werkmeister in einer Spinnerei. Cot studierte gemeinsam mit Jean-Paul Laurens an der École des Beaux-Arts von Toulouse, deren erster populärer Schüler er später werden sollte. Dann zog er nach Paris, wo er die École des Beaux-Arts besuchte und ein Schüler von Léon Cogniet wurde. Er studierte außerdem bei Alexandre Cabanel und William Adolphe Bouguereau. 1863 stellte er erstmals im Pariser Salon aus.
Es folgten zwanzig Schaffensjahre, in denen Cot insbesondere als Maler von Porträts sowie allegorischen und historischen Bildern erfolgreich war. Cot studierte zudem die antike Klassik und wählte Themen aus der Mythologie für seine Werke. 1868 und 1872 unternahm er Reisen nach Italien. Neben Paris hielt er sich auch regelmäßig in seiner Geburtsstadt Bédarieux auf. Zu seinem Freundeskreis gehörten neben Laurens unter anderem die Künstler Paul Pujol und Antonin Mercié sowie die Schriftsteller Alphonse Daudet, Albert Delpit, Charles Buloz und Ferdinand Fabre.

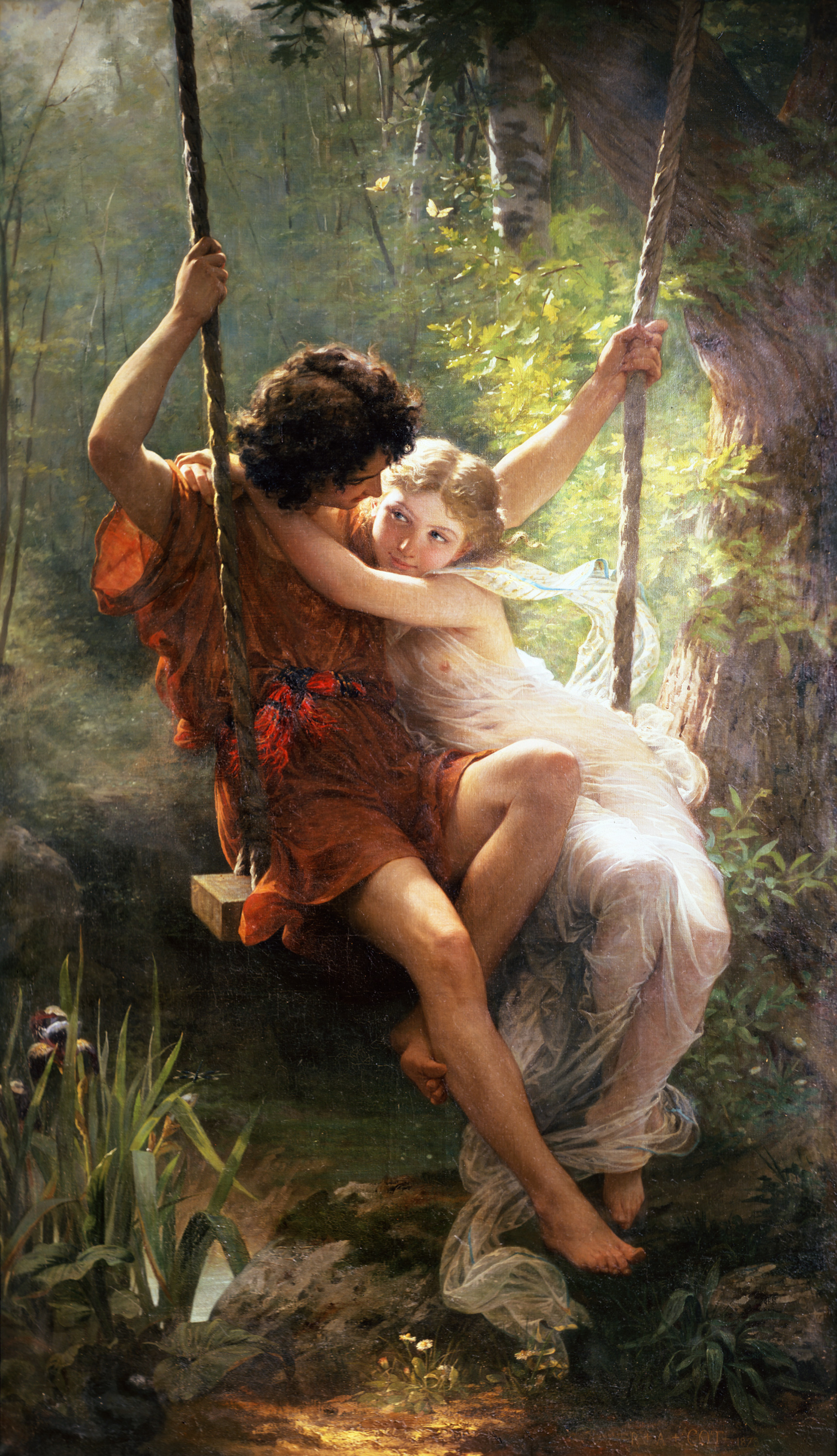
Der Frühling, 1873

Ab 1870 wuchs Cots Popularität stetig an, so dass er mit Medaillen ausgezeichnet wurde (1870, 1872, 1878) und im Jahre 1874 zum Ritter der französischen Ehrenlegion geschlagen wurde. Er malte bekannte Bilder der Kunstgeschichte wie Der Frühling (1873) und Der Sturm (1880), die ihm ein großes Ansehen bescherten. Insbesondere beim zeitgenössischen Adel waren seine Werke sehr begehrt. Zeitgenössische Kritiker erkannten zwar Cots Begabung und die gelungene Ausführung seiner Bilder an, beanstandeten jedoch, dass er nur den modernen Geschmack bediene, anstatt akademischen Idealen zu folgen. Auch seine Porträts wurden mitunter dafür kritisiert, dass sie keine Individualität aufweisen und ein fragwürdiges Ideal bürgerlicher Distinguiertheit darstellen würden.
1881 erkrankte Cot an Hepatitis. Er starb 1883 mit 46 Jahren in Paris.
Cot war seit 1868 mit Juliette Duret, Tochter des Bildhauers Francisque Joseph Duret, verheiratet. Aus der Ehe ging Cots Tochter Gabrielle hervor, von der William Adolphe Bouguereau ein Porträt malte, das er anlässlich ihrer Hochzeit mit dem Architekten Zilin 1890 überreichte. Cots Sohn Etienne-William (1875–1961) wurde von ihm in der Malerei unterrichtet und stellte ab 1898 als Mitglied der Société des Artistes Français in deren Salon Porträts und Genrebilder aus.

## Werke (Auswahl)
- 1863: Portrait d'un professeur
- 1867: Baigneuse
- 1868: Indigence on le Dernier soution, La Nymphe Salmaios et Hermaphrodite, Chut
- 1869: La Priere, La Toilette
- 1870: Dionysia – Chi-Mei Museum, Taiwan; Ophelia, Promethee, Meditation, Pour ma sœur, le Repos
- 1872: Le Jour des Morte au Campo-Santo de Pise, Dionisa, Jeune fileaeu tambour de basque
- 1873: Madeleine, Bayadère, à Vienne
- 1873: Der Frühling (Le Printemps) – Metropolitan Museum of Art, Öl auf Leinwand, 213,4 × 127 cm, signiert mit P + A + COT 1873

Dieses Bild, das ein jugendliches Liebespaar auf einer Schaukel darstellt, gehört zu Cots bekanntesten Werken. Er stellte es 1873 mit großem Erfolg im Pariser Salon aus. Dort wurde es zunächst von dem Industriellen und Kunstmäzen John Wolfe gekauft, ging durch verschiedene private Hände und war von 1903 bis 1939 im Brooklyn Museum ausgestellt. 2012 schenkten die letzten Privatbesitzer es dem Metropolitan Museum of Art, wo es zuvor seit sechs Jahren als Leihgabe ausgestellt gewesen war.

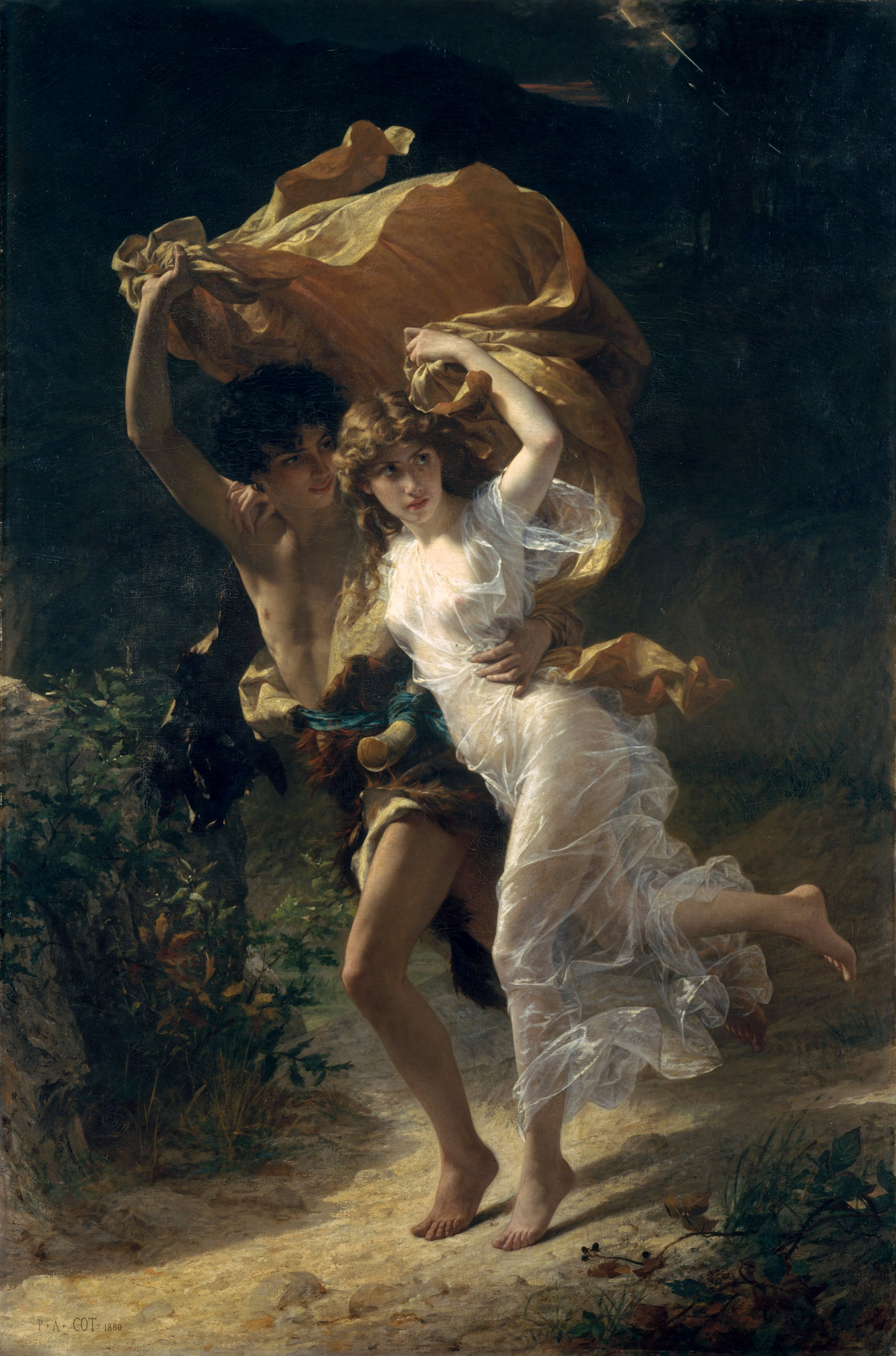
Der Sturm, 1880

- 1880: Der Sturm (La Tempête) - Metropolitan Museum of Art, Öl auf Leinwand, 234,3 × 156,8 cm, signiert mit P + A + COT + 1880

Auf diesem Gemälde ist ein junges Liebespaar abgebildet, das vor einem Unwetter flüchtet. Zeitgenössische Kritiker vermuteten eine literarische Vorlage wie Daphnis und Chloe von Longos oder Paul und Virginie von Jacques-Henri Bernardin de Saint-Pierre. Das Werk wurde 1880 von der Kunstsammlerin und Philanthropin Catharine Lorillard Wolfe (1828–1887) im Auftrag von Cot im Pariser Salon ausgestellt. Es fand ähnlich großen Anklang wie Der Frühling. Zahlreiche Reproduktionen wurden davon hergestellt, nicht nur in Form von Grafiken und Malereien, sondern auch als Tapisserie, Porzellan und Fächer. 1887 ging Der Sturm als Teil einer 143 Werke umfassenden Sammlung von der verstorbenen Wolfe in den Besitz des Metropolitan Museum of Art über, für die dort eine separate Galerie eingerichtet worden war. Neben dem Metropolitan Museum of Art wurde Der Sturm zwischenzeitlich auch im Philbrook Museum of Art in Tulsa und im Appleton Museum of Art in Ocala ausgestellt.
- 1882: Mireille

Mireille war das letzte Werk von Cot, es wurde 1883 bei einer Ausstellung in Amsterdam gezeigt und später im Musée du Luxembourg.
Mehrere Werke von Cot hängen im Louvre in Paris.